# Nike Malemute

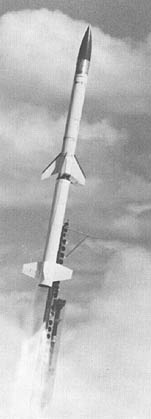
Nike Malemute

Nike Malemute ist die Bezeichnung einer zweistufigen amerikanischen Höhenforschungsrakete, bestehend aus einer Nike-Startstufe und einer Malemute-Oberstufe. Die Nike Malemute hat eine Gipfelhöhe von 500 km (320 mi), einen Startschub von 217 kN (48.800 lbf), eine Startmasse von 1.000 kg (2.200 lb), einen Durchmesser von 0,42 m (17 in) und eine Länge von 8,60 m (28 ft 3 in).